# Росія на зимових Олімпійських іграх 2002
|       | Золото | Срібло | Бронза | Всього |
| ----- | ------ | ------ | ------ | ------ |
| Росія | 5      | 4      | 4      | 13     |

## Медалі

### Золото
| Золото |                                 |                                       |
| №      | Спортсмени                      | Вид спорту (дисципліна)               |
| 1      | Михайло Іванов                  | Лижні гонки (марафон, 50 км)          |
| 2      | Ольга Пильова                   | Біатлон (гонка переслідування, 10 км) |
| 3      | Юлія Чепалова                   | Лижні гонки (спринт, 1,5 км)          |
| 4      | Олексій Ягудін                  | Фігурне катання (одиночне)            |
| 5      | Олена Бережна Антон Сіхарулідзе | Фігурне катання (спортивні пари)      |

### Срібло
| Срібло |                             |                                    |
| №      | Спортсмени                  | Вид спорту (дисципліна)            |
| 1      | Євген Плющенко              | Фігурне катання (одиночне)         |
| 2      | Ірина Слуцька               | Фігурне катання (одиночне)         |
| 3      | Юлія Чепалова               | Лижні гонки (10 км)                |
| 4      | Ілля Авербух Ірина Лобачова | Фігурне катання (танцювальні пари) |

### Бронза
| Бронза | |                                      |
| №      | Спортсмени | Вид спорту (дисципліна)              |
| 1      | Віктор Майгуров | Біатлон (індивідуальна гонка, 20 км) |
| 2      | Юлія Чепалова | Лижні гонки (мас-старт, 15 км)       |
| 3      | Альбіна Ахатова Світлана Ішмуратова Галина Куклева Ольга Пильова | Біатлон (естафета, 4 × 7,5 км)       |
| 4      | Максим Афіногенов Ілля Бризгалов Валерій Буре Павло Буре Сергій Гончар Павло Дацюк Олексій Жамнов Даріус Каспарайтіс Олег Кваша Олексій Ковальов Ілля Ковальчук Ігор Кравчук Ігор Ларіонов Володимир Малахов Данило Марков Борис Миронов Андрій Николишин Подомацький Єгор Геннадійович Сергій Самсонов Олег Твердовський Сергій Федоров Микола Хабібулін Олексій Яшин | Хокей                                |